# De heilige Apollonia (Zurbarán)
De heilige Apollonia (Frans: Sainte Apolline) is een schilderij van Francisco de Zurbarán. Hij schilderde het waarschijnlijk tussen 1635 en 1640. Sinds 1867 maakt het werk deel uit van de collectie van het Louvre in Parijs.

## Apollonia van Alexandrië
Het weinige dat bekend is over het leven van Apollonia van Alexandrië komt uit een aan bisschop Dionysius van Alexandrië toegeschreven brief, waarin hij vertelt hoe zij rond 248 het slachtoffer wordt van een volksoproer in Alexandrië tijdens de viering van het duizendjarig bestaan van het Romeinse Rijk. Bij die ongeregeldheden grijpt een aantal mannen Apollonia, een maagd op gevorderde leeftijd, slaat haar tanden uit haar mond en dreigt haar vervolgens op een brandstapel te verbranden als ze haar geloof niet afzweert. Ze wacht dit moment echter niet af en springt zelf in het vuur. In latere eeuwen is Apollonia een geliefde heilige, die aangeroepen wordt bij tandpijn.

## Voorstelling
Geheel in lijn met de voorschriften van de Contrareformatie beeldde Zurbarán alleen de heilige af, met haar attributen duidelijk zichtbaar; in haar rechterhand een tang met een tand, in haar linker een palmtak, het symbool van een martelaar. De schilder, die bekendstaat om zijn kleurgebruik, laat Apollonia elegant gekleed gaan in een gele rok, een lichtroze jasje en een groene mantel die met een prachtige broche bijeen wordt gehouden. De bloemenkrans op haar hoofd zou een verwijzing kunnen zijn naar haar maagdelijke staat. Zurbarán schilderde de heilige ondanks haar leeftijd als een jonge vrouw, omdat volgens de ideeën in die tijd een maagd haar schoonheid en charme niet verloor bij het ouder worden.

## Herkomst
Dit schilderij is waarschijnlijk afkomstig uit het hoogaltaar van het klooster van de ongeschoeide mercedariërs (Merced Descalza) in Sevilla, samen met een schilderij van de heilige Lucia dat zich tegenwoordig in het Musée des Beaux-Arts in Chartres bevindt. Tijdens de Franse bezetting, toen veel kloosters werden opgeheven, kreeg maarschalk Soult het werk in bezit. Na zijn overlijden verkochten zijn erfgenamen het op 17 april 1867 aan het Louvre voor 6.000 frank.

## Afbeeldingen

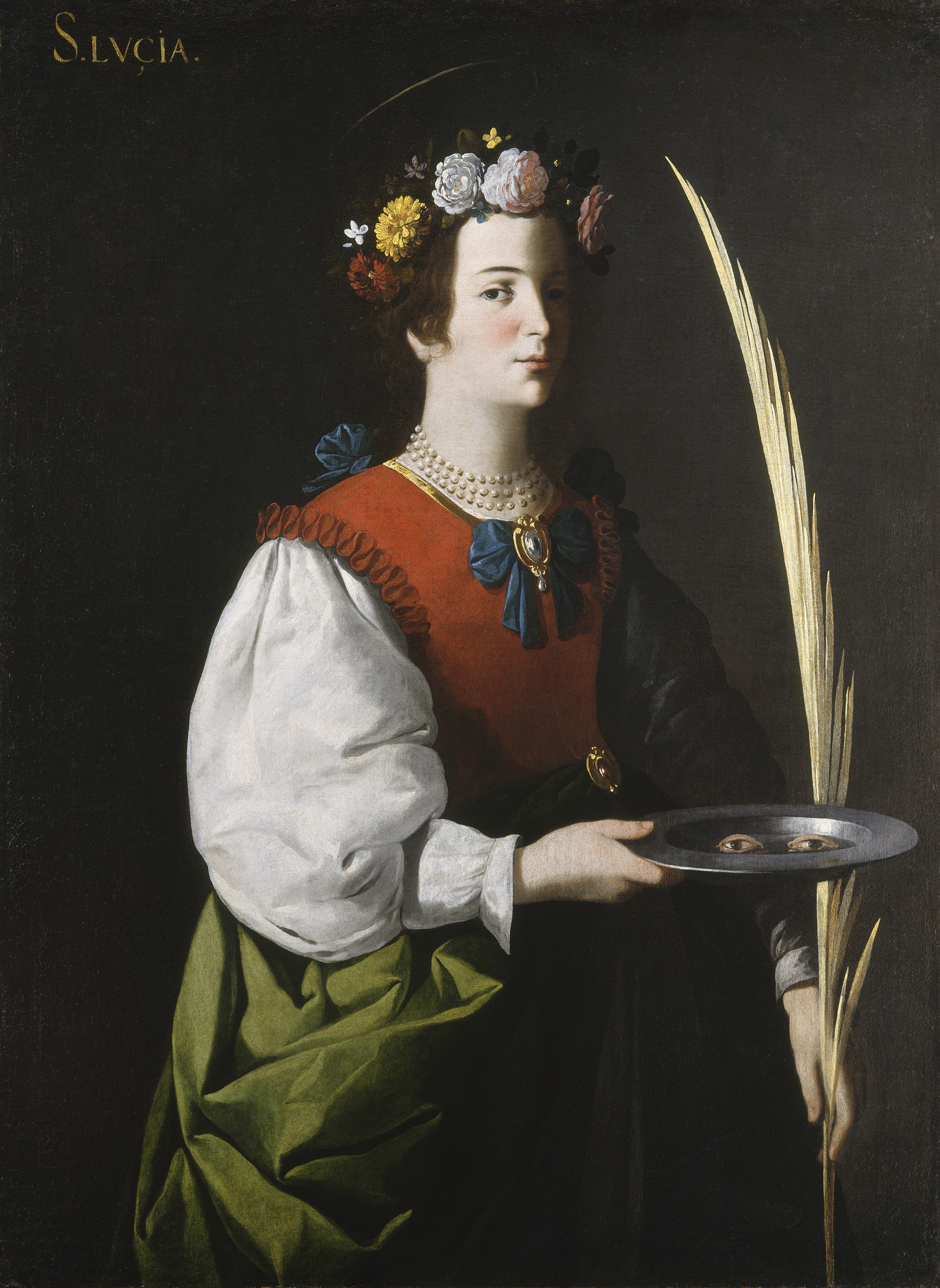
De heilige Lucia